# 공간정보연구원
공간정보연구원은 LX한국국토정보공사의 부설기관(https://lxsiri.re.kr/frt/main.do)이며%5B깨진+링크(과거+내용+찾기)%5D,  지적측량 및 공간정보 정책 및 제도 연구, 기술개발, 국제협력 등 공간정보산업 선진화를 위한 싱크탱크 역할을 수행하는 지적과 공간정보 분야 국내 최고의 전문연구기관이다.
공간정보연구원은 데이터·플랫폼 전문 역량을 바탕으로
자율주행 분야의 동적 지도 구축, 공간빅데이터, IoT 기술 등 공간정보를 활용하여 연구하고 있으며, 정부, 지역, 학계, 민간기관, 연구기관 등과 힘을 모아 공간정보 연구 거버넌스를 구축하고 있다.
연구원에 AI빅데이터 분석 연구센터를 개설하여 국토 분야의 데이터 기반 정책결정을 지원하고 산‧학‧연 거버넌스를 견고히 하여 ‘디지털 플랫폼 정부’실현에 적극 노력하고 있다.
지난 35년 간 공간정보제도의 선진화와 기술개발, 국가 공간정보 정책 수립의 싱크탱크 역할을 수행해 온 공간정보연구원은 특히 전북 이전 이후 이전지역의 학계, 기업 간 산학협력 R&D 사업으로 전북 지역의 기술개발 역량강화 및 국가 균형 발전에도 일조하고 있다.
공간정보연구원은 1994년 지적기술연구소로 출범한 이후 지적제도 및 지적측량기술의 연구‧개발 등으로 미래 지적의 나아갈 방향을 제시하기 위한 미션을 기반으로 2005년 지적연구원을 발족했다. 이후 우리나라 지적 및 공간정보의 정책, 제도, 기술, 국제협력 등 국가의 신성장동력 전체를 아우르는 대표 연구기관을 표방하며 2012년, 공간정보연구원으로 새롭게 변신했다. 공간정보산업 해외진출지원센터 설립, 공간정보아카데미 개원 등 공간정보산업 전반을 대표하는 연구기관으로 자리매김했다.
지난 2015년, 공공기관 지방이전 추진 정책에 발맞춰 당시 서울(여의도)에 위치한 연구원이 전라북도 혁신도시(완주)로 이전했다. 2016년 지금의 전북 완주군 이서면 29,252㎡(건축연면적 9,234㎡‧지상 3층 지하 1층)부지를 매입, 2020년 1월 착공해 지난해 12월 준공했다. 2022년 2월 22일 임시 이전 이후 7년여 만에 순조롭게 이전을 마무리하였으며, 마침내 전북 완주에 국가 공간정보 연구의 싱크탱크인 LX공간정보연구원 신축 개원식을 가졌다.
전라북도 완주군 이서면 지사제2로 42에 위치하고 있다.
https://lxsiri.re.kr/frt/main.do
[공간정보연구원 공식 웹사이트]

## 연혁
- 1994년 2월 : 지적기술연구소로 개편운영
- 1995년 4월 : LIS 추진사업단 설치
- 1996년 11월 : 본사에서 용인으로 연구소 신축 이전
- 1999년 3월 : 지적기술 연수원과 통합, 「지적기술교육연구원」 으로 명칭 변경
- 2000년 4월 : 지적기술교육연구원 연구실
- 2004년 1월 : 본사연구개발처 연구개발팀으로 소속 변경
- 2005년 7월 : 지적연구원 개원
- 2011년 9월 :「공간정보산업 해외진출지원센터」 설립
- 2012년 3월 : 공간정보연구원으로 명칭 변경
- 2013년 10월 :「공간정보 오픈플랫폼 인프라 고도화 기술개발 연구단」개원유치 국제협력부 연구원 이관
- 2014년 6월 :「공간정보아카데미」 개원
- 2015년 11월 : 전북 완주군 이전
- 2022년 2월 :「AI·빅데이터 분석센터」신설
- 2022년 4월 : 공간정보연구원 신축 이전(전북 완주군)
- 2022년 5월 :「디지털 국토정보 기술개발 사업단」 신설

## 조직
- 연구기획실

연구기획실에서는 공간정보연구원의 연구기획과 운영을 총괄하는 부서로서 중장기, 연구개발계획 수립, 산학 협력, 연구과제 선정, 수행, 평가, 성과관리 및 연구성과 홍보, 대외협력 업무를 담당하고 있다.
- 국토정보연구실

국토정보연구실에서는 공간정보산업의 발전과 국토정보 전문기관으로서 공사의 위상정립을 위해 다양한 정책연구를 수행하고 있다. 지적측량 혁신 및 사업지원, 정책지원 및 상생협력 강화, AI‧빅데이터 분석 연구센터 운영을 통한 업무 효율화 등 공간정보 관련 정책의 선진화를 위해 노력하고 있다. 주요 연구분야는 경영정책지원, AI영상정보융합, 모빌리티 인프라 및 국가 R&D 연구뿐만 아니라 해외사업 지원 연구 등이 있다. 
- AI 빅데이타 분석 연구센타

국토정보연구실 산하에 소속되어 국토정보 분야의 수집된 방대한 데이터를 분석해 시각화하고, 딥러닝을 통한 서비스 모델 발굴ㆍ고도화하는 부서이다.
- 디지털 국토정보 기술개발 사업단(국토교통부)

http://dxlandt.re.kr/
디지털 국토정보 기술개발 사업단에서는 고정밀·고품질의 3차원 디지털 국토정보를 구축하고 동적정보를 연계하여 국가공간정보체계를 고도화하기 위한 핵심기술 개발을 수행하고 있다. 본 사업은 전체 사업비 775.5억원(기간:‘22.4~’26.12), 총 42개 기관이 참여하는 예타사업으로, 중점연구 분야로는 ① 절대·상대 연속복합측위 고도화 기술, ② 국토정보 변화인식 및 자동갱신 기술, ③ 비공간정보 데이터 연계 및 통합 운영 검증 체계 구축, ④ 고정·이동 플랫폼 기반 동적 주제도 구축 기술 개발로 구성되어 있다.

## 원장
- 제22대 원장 곽희도(2023. 2. ~ 2025. 9.)
- 제21대 원장 손종영(2021. 1. ~ 2023. 1.)
- 제20대 원장 김현곤(2019. 1. ~ 2020. 5.)

## 정기간행물
- 지적과 국토정보 학술지

한국연구재단 등재학술지인 '지적과 국토정보' 는
국토정보 및 지적 분야 학문연찬을 장려하기 위하여 연 2회(상/하반기) 발간하는 학술지다.
- 공간정보 매거진

http://webzine.lxsiri.org/
업계 최초 공간정보 전문소식지인 공간정보 매거진(계간)은
대한민국 공간정보 분야에 필요한 정보와 연구의 방향을 제시하기 위하여 2013년 11월 창간한 공간정보 오피니언 리더誌이다. 공간정보 매거진은 웹진을 통해서도 만날 수 있다.
- 공간정보 동향과 이슈

공간정보연구원은 「공간정보」동향과 이슈를 통해 월 1회 공간정보 산업의 정책·기술 트렌드와 국내외 뉴스 등을 공유하고 있다. 동향과 이슈를 이메일로 받아보기 원하면 구독신청할 수 있다.

## 같이 보기
- 한국국토정보공사
- 국토정보교육원